# アール・フライ
アール・C・フライ（Earl C. Fry、1867年3月18日 - 1946年5月11日）はアメリカ合衆国のアメリカ・クリスチャン教会から日本に派遣された宣教師である。
ロードアイランド州ヴァーノンに生まれ、ハーバード大学神学校、ユニオン神学校を卒業する。
1894年7月19日に来日し、1895年1月16日にスージー・ガレットと結婚する。
10月17日に仙台に赴任し、高橋房太郎と共に伝道し、仙台教会（現・二十人町教会）を設立した。さらに、岩手山にも伝道を開始、石巻教会（現・石巻栄光教会）、涌谷、若柳、岩手県に一関磐井教会（現・水沢教会）を巡回する。
1904年1月21日に宇都宮市に転任し、開拓伝道を行い、さらに宇都宮中学校で英語を教えた。1906年7月1日に宇都宮教会を設立する。さらに、大田原、矢板、真岡にも教会を設立する。
1924年には烏山にも伝道を開始する、1928年に妻スージーを宇都宮で亡くす。
1934年には引退しアメリカに帰国し、マサチューセッツ州ニュートンローワーフォールで亡くなる。